# دیرک برینکمان
دیرک برینکمان (آلمانی: Dirk Brinkmann؛ زادهٔ ۲ اکتبر ۱۹۶۴) بازیکن هاکی روی چمن اهل آلمان است.
وی در مسابقات کشوری و بین‌المللی در مجموع برندهٔ ۲ مدال نقره شده‌است.